# Mastomys kollmannspergeri
Mastomys kollmannspergeri är en däggdjursart som beskrevs av Petter 1957. Mastomys kollmannspergeri ingår i släktet Mastomys och familjen råttdjur. Inga underarter finns listade i Catalogue of Life.
Kroppslängden (huvud och bål) är 118 till 166 mm, svanslängden 96 till 137 mm och vikten varierar mellan 54 och 160 g. Variationen är hos hannar större och de största värden förekommer likaså hos hannarna. Arten har grå päls på ovansidan och något ljusare grå päls vid buken. Även svansen är täckt av några långa hår. Undersidan är ljusare än hos Mastomys natalensis men inte krämfärgad som hos Mastomys erythroleucus.
Arten lever främst i Niger, Tchad och Sudan samt i angränsande områden av andra stater. Habitatet varierar mellan träskmarker, savanner, buskskogar, trädgårdar och sandiga landskap.
Antagligen har arten en avgränsad parningstid. En studie från november 1970 hittade främst ungdjur. Hos dräktiga honor dokumenterades mellan 7 och 12 embryo.